# NGC 5363
NGC 5363 est une galaxie lenticulaire vue par la tranche et située dans la constellation de la Vierge. Sa vitesse par rapport au fond diffus cosmologique est de 1 411 ± 20 km/s, ce qui correspond à une distance de Hubble de 20,8 ± 1,5 Mpc (∼67,8 millions d'al). NGC 5363 a été découverte par l'astronome germano-britannique William Herschel en 1784.
NGC 5363 a été utilisée par Gérard de Vaucouleurs comme une galaxie de type morphologique I0 pec or E(dust-lane) dans son atlas des galaxies,.
NGC 5363 présente une large raie HI. De plus, c'est une galaxie LINER, c'est-à-dire une galaxie dont le noyau présente un spectre d'émission caractérisé par de larges raies d'atomes faiblement ionisés.
À ce jour, deux mesures non basées sur le décalage vers le rouge (redshift) donnent une distance de 19,500 ± 4,101 Mpc (∼63,6 millions d'al), ce qui est à l'intérieur des valeurs de la distance de Hubble.

## Groupe de NGC 5364
Selon A.M. Garcia, la galaxie NGC 5363 fait partie du groupe de NGC 5364. Ce groupe de galaxies compte au moins sept membres. Les autres galaxies du groupe sont NGC 5300, NGC 5338, NGC 5348, NGC 5356, NGC 5360 et NGC 5364.
Sur le site « Un Atlas de l'Univers », Richard Powell mentionne aussi le groupe de NGC 5364, mais la galaxie NGC 5338 n'y figure pas.
Abraham Mahtessian mentionne aussi ce groupe, mais les galaxies NGC 5300 et NGC 5360 n'y figurent pas.
Le groupe de NGC 5364 fait partie de l'amas de la Vierge III, un des amas du superamas de la Vierge